# Fort Pienc
Fort Pienc este un cartier din districtul 2, Eixample, al orasului Barcelona.